# ОШ „Владислав Петковић Дис” Грљан
ОШ „Владислав Петковић Дис” у Грљану је једна од установа основног образовања на територији града Зајечара која наставља историју основног образовања школе основане 1842. године.
До 1990. године школа је носила име „АВНОЈ”, а 1991. године  добија данашње име по песнику Владиславу Петковићу Дису који је радио у оближњем селу Прлита (1906-1908). 
Матична школа у Грљану има пет издвојених одељења у Грлишту, Вратарници, Заграђу, Малом Извору и Врбици.